# José da Silva Mendes Leal
José da Silva Mendes Leal (Lisboa, 18 de outubro de 1820 — Sintra, 22 de agosto de 1886) foi um escritor, jornalista, diplomata e político português. Trabalhou na Biblioteca Nacional de Lisboa, de que foi diretor, e dedicou-se ao jornalismo, colaborando na Revista Universal e em O Panorama, entre outras. Foi deputado, par do Reino e ministro de um dos governos de Costa Cabral, tendo terminado a sua carreira como ministro plenipotenciário de Portugal em Madrid e Paris. Foi grão-mestre da Maçonaria. Escritor ultra-romântico, notabilizou-se como dramaturgo de sucesso, embora tenha também publicado poesia, ficção e história e se tenha dedicado à tradução. O seu sucesso no teatro teve início em 1839 com o drama histórico O Homem da Máscara Negra.

## Biografia
Nasceu em Lisboa a 18 de outubro de 1820, filho de José da Silva Mendes Leal, pianista e professor de música, e de Maria Domingas de Ascensão Botelho Barbosa. Por ter o mesmo nome de seu pai, utilizou frequentemente o adjetivo Júnior após o nome. Pelo lado materno descendia de uma família de ilustres escritores, entre eles Diogo Barbosa Machado. A família vivia modestamente dos rendimentos do pai enquanto professor e músico em festas privadas.
Um seu tio padre, o desembargador Francisco de Borja Ferreira, vigário de Loures e homem de inteligência e erudição sólida, encarregou-se de lhe ensinar as primeiras letras e de o iniciar nos clássicos. Destinado a seguir a carreira eclesiástica, passou depois a aluno interno de Humanidades no Mosteiro de São Vicente de Fora, ao mesmo tempo que frequentava a Academia de Marinha e a Aula de Comércio.
Em 1836, com apenas 15 anos, em ruptura com o pai, decide abandonar os estudos eclesiásticos, deixando as lições do Mosteiro de São Vicente de Fora e passando a ter de assegurar a sua própria subsistência. Em Julho desse ano iniciou funções como empregado do depósito da Livraria dos Extintos Conventos, tendo nos anos imediatos transitado para oficial da Biblioteca Nacional, criada por decreto de Dezembro de 1836 por transformação da Real Biblioteca Pública da Corte.
No entretanto, inicia-se na escrita, compondo versos e peças de teatro. Provavelmente pela via da sua presença na Biblioteca, estabelece contacto com a elite intelectual da época. É em resultado desses contactos que, em 1838, é iniciado na loja maçónica Restauração, pela mão de António Feliciano de Castilho. A partir daí, vão surgindo oportunidades de publicação das suas peças, que culminam, no ano seguinte, com uma delas a ser levada à cena num dos principais teatros de Lisboa.
Em resultado, logo em 1839, contando o autor escassos 19 anos de idade, foi um acontecimento artístico de Lisboa a estreia, no teatro da Rua dos Condes, da peça Os Dois Renegados, a qual, em conjunto com outro sucesso no ano seguinte, O Homem da Máscara Negra, lançou decisivamente a sua carreira como autor de peças teatrais.
José married  on the 28th November Rosa Mariana Biester the daughter of Frederico Biester and Maria da Luz de Ataíde, granddaughter of Ernesto Augusto Biester and Mariana Inocência Lecussan Verdier (daughter of Timothéo Lecussan Verdier and Helena Frizoni

### A carreira literária e jornalística
Com a subida à cena em importantes teatros de Lisboa de peças da sua autoria, estava solidamente lançada a carreira literária de Mendes Leal. De obscuro empregado da Biblioteca passou a autor de peças da moda, ligado, pela via maçónica, aos mais influentes homens da época.
Nos anos imediatos consolidou a sua reputação como autor de excelentes peças teatrais, especializando-se no drama pesado e sério (o típico dramalhão, que perdurou quase à atualidade), género artístico que aperfeiçoou com grande adesão do público.
Ao mesmo tempo que continuava a sua produção lírica, foi progressivamente encetando uma carreira na área do romance histórico e do comentário político, escrevendo artigos de fundo para  O Panorama (1837-1868) e para a Revista Universal Lisbonense   (1841-1859), então periódicos de referência entre a elite culta portuguesa, tendo também colaborado na  Revista do Conservatório Real de Lisboa  (1842), no jornal A Época  (1848-1849) fundado e dirigido por Andrade Corvo juntamente com Rebelo da Silva,  na  Illustração luso-brasileira  (1856-1859) na Revista Contemporânea de Portugal e Brasil  (1859-1865) e ainda na Revista de arte e de crítica  (1878-1879).
Manteve o seu emprego enquanto amanuense, passando nos anos da década de 1840 da Biblioteca Nacional para a secretaria da Câmara dos Deputados, com uma passagem pela Companhia Confiança.
Com o despontar da sua carreira política, passa a colaborar ativamente nos periódicos de conotação partidária, começando pelo A Restauração da Carta, uma publicação dos conservadores cartistas que se batia contra A Revolução de Setembro, periódico de esquerda, então dirigido por António Rodrigues Sampaio.
Terminada a guerra civil da Patuleia, passa a apoiar José Bernardo da Silva Cabral, transformando-se em finais de 1847, num dos esteios da redação de O Estandarte, o respetivo órgão oficioso. Prosseguindo a sua presença na imprensa conservadora, em 1849 passa a redator principal do periódico A Lei, órgão que apoiava o outro irmão Cabral, o então conde de Tomar, António Bernardo da Costa Cabral.
Em 1848 muda novamente de emprego, obtendo o lugar de secretário do Conservatório, cargo que acumulou com a sua primeira, e breve, passagem pela direção da Biblioteca Nacional.
Mantendo-se ativo na imprensa política, em 1853 passou a chefe de redação do periódico conservador Imprensa e Lei, que absorvera o A Lei. Nos anos seguintes irá progressivamente rompendo com o cartismo, iniciando uma deriva em direção à ala esquerda do espectro monárquico, que o conduz progressivamente à órbita do Partido Histórico e ao apoio a António José de Ávila.
Nesta nova fase do seu percurso político, alia-se a José Estêvão Coelho de Magalhães na criação de um novo periódico, agora de esquerda, o jornal Política Liberal. Nesta fase, já na famosa unha negra da extrema esquerda do Partido Histórico, é pela primeira vez nomeado membro do governo.
A partir desta época, a sua escrita passa a ser mais institucional, privilegiando o ensaio e o romance histórico, num progressivo afastamento da imprensa periódica. Esse afastamento foi quase total quando ingressou na diplomacia e foi viver para Espanha e França.

### A Biblioteca Nacional
Depois de ter sido simples empregado do depósito e amanuense, Mendes Leal volta à Biblioteca Nacional em Julho de 1850, pelas mão de Costa Cabral, agora nas funções de diretor (bibliotecário-mor). Mal tinha estabilizado nas funções, e já depois de ter apresentado um ambicioso plano de reestruturação, o governo de Costa Cabral caiu e, em Maio de 1851, Mendes Leal é exonerado.
Depois de um período de afastamento, que correspondeu ao seu período de maior atividade jornalística e literária, em finais de 1857 aceita o convite que lhe foi formulado pelo governo presidido pelo duque de Loulé para regressar ao lugar de bibliotecário-mor.
Este regresso faz-se no termo de um período de cerca de 30 anos em que a Biblioteca Nacional enfrentou alguns dos seu maiores desafios institucionais, sempre num ambiente de grande instabilidade diretiva. A comprovar essa instabilidade, entre 1834 e 1865, aquela instituição teve seis diretores em não menos que oito mandatos, ditados pelo alternar das confianças políticas, por vezes efémeras, ao mesmo tempo que tinha que receber, gerir e assimilar grandes quantidades de livros provenientes das livrarias conventuais entretanto extintas.
Uma das tarefas com que Mendes Leal se teve de haver logo no início desta sua segunda passagem pela direção da Biblioteca foi a necessidade de liquidar o Depósito dos livros conventuais, no que contou com a efetiva colaboração dos Conservadores que serviam, rotativamente, de bibliotecários-mores interinos, António da Silva Túlio e Francisco Martins de Andrade. Esta situação de interinidade durará quase todo o longo mandato de Mendes Leal, já que a política, que incluiu o exercício de funções ministeriais, e depois a diplomacia, com uma permanência quase constante no estrangeiro, impediam uma eficaz presença do titular. A liquidação do Depósito, através da sua incorporação na biblioteca e da venda, em leilão e a peso, de muitos milhares de volumes, foi de facto conseguída durante os anos da sua direção.
Manterá este cargo até à sua morte, tendo-o exercido com variável grau de atividade consoante as circunstâncias da sua vida política e diplomática o permitiram. Foi sucedido no lugar por António José Enes.

### A atividade política
A aproximação de Mendes Leal à atividade política ocorre no início da década de 1840, quando por influência de um seu amigo, Rodrigo José de Lima Felner, se filia no cabralismo. No seio do movimento, Costa Cabral fomenta a sua incipiente experiência no jornalismo político, pondo o seu inequívoco talento literário ao serviço da respetiva causa. Mendes Leal passou a ser a resposta cabralista à verve de António Rodrigues Sampaio na esquerda setembrista.
Já jornalista e comentador político comprometido com o "cabralismo", quando se precipitaram os acontecimentos que levaram à guerra civil da Patuleia, Mendes Leal assumiu um papel importante nas movimentações políticas que rodearam o deflagrar da guerra.
Logo no início da guerra foi nomeado secretário do governo civil do Distrito de Viana do Castelo, cabendo-lhe naquela região coadjuvar os esforços do duque da Terceira. Entretanto passou ali a exercer interinamente as funções de governador civil, sendo responsável pela organização das forças cartistas que se bateram contra as tropas comandadas pelo general Francisco Xavier da Silva Pereira, o 1.º conde das Antas, tendo ativamente participado nas campanhas de 1846 e 1847, o que lhe valeu ser condecorado com a Ordem da Torre e Espada.
Terminada a guerra seguiu a fação política de António Bernardo da Costa Cabral, passando a ser a sua principal voz na imprensa, com destaque para a redação de O Estandarte e de A Lei.
Apesar de se ter mantido fiel às suas anteriores posições e de ter feito parte da oposição de direita ao governo, ao longo da década de 1850, Mendes Leal foi-se progressivamente afastando da órbita cabralista, aproximando-se das posições antisaldanhistas do nascente Partido Histórico.
Estreou-se no parlamento na legislatura de 1851 a 1852 (8.ª legislatura) como deputado eleito pelo círculo de Beja, com juramento prestado na sessão de 21 de janeiro de 1852. A sua entrada na Câmara dos deputados não foi pacífica, já que o Governo contestou a validade da sua eleição, razão pela qual apenas na véspera do juramento a Comissão de Verificação de Poderes lhe confirmou o lugar. Nesta legislatura já foi clara a sua aproximação a António José de Ávila, tendo-o acompanhado na contestação dos poderes constituintes da Câmara e na crítica acesa às medidas financeira tomadas por Fontes Pereira de Melo.
Foi neste contexto de afastamento progressivo das hostes do cartismo que em dezembro de 1852 Mendes Leal falhou a sua reeleição para a 9.ª legislatura (1853-1856), desta vez tentada pelo círculo de Lisboa. Mesmo assim, em 1856 ainda fez parte da comissão central do Partido Cartista, mas em 1858 rompeu oficialmente com o partido, tendo já no ano anterior aceitado o cargo de bibliotecário-mor que lhe fora oferecido pelo duque de Tomar.
O seu regresso à Câmara dos Deputados ocorreu na sequência das eleições realizadas a 2 de maio de 1858. Mendes Leal candidatou-se então com o apoio de António José de Ávila e do duque de Loulé, sendo eleito pelo círculo da Feira. Prestou juramento a 21 de junho de 1858, sendo nesse ano o principal interventor no debate do discurso da Coroa, de cuja resposta seria o primeiro subscritor. Neste debate foi notável aposição que assumiu sobre o caso da barca negreira Charles et George, em que defendeu o pragmatismo nas relações exteriores de Portugal, principalmente quando confrontado com as grandes potências, como era a França naquele caso. Foi, com José Estêvão Coelho de Magalhães, um dos grandes adversários da entrada em Portugal das Irmãs de Caridade e do retrocesso que tal representaria na efetiva extinção das ordens religiosas no país.
Durante o ano de 1860 Mendes Leal ensaiou, em colaboração com José Estêvão Coelho de Magalhães e o grupo dos colaboradores do jornal Política Liberal, a organização de um novo partido que congregasse a esquerda liberal e monárquica. Esses esforços falharam, mas tiveram como efeito levar Mendes Leal para a esquerda do Partido Histórico, área da qual se tornou uma das vozes mais ouvidas.
Em consequência, nas eleições realizadas a 22 de abril de 1861 foi eleito deputado pelo círculo de Mafra integrado nas listas do Partido Histórico, tendo prestado juramento a 14 de junho de 1861. Tendo-se tornado um dos deputados mais prestigiados do parlamento, considerado como um dos oradores mais cultos da Câmara, dotado de uma palavra fácil e de uma fluência apenas comparável à de José Estêvão. As suas intervenções eram qualificadas como lógicas e argutas, impressionado pelo seu brilhantismo e correção estilística. Logo no início deste mandato voltou a opor-se ao restabelecimento das ordens religiosas por via da autorização da entrada em Portugal das Irmãs de Caridade.
Quando em princípios de 1862 o duque de Loulé resolveu neutralizar a oposição de esquerda dentro do seu próprio partido, chamou Mendes Leal e Lobo de Ávila para o governo, numa remodelação em que saíram os ministros mais próximos de António José de Ávila. Assim, a 21 de fevereiro de 1862, foi nomeado Ministro da Marinha e Ultramar, cargo que manteria até 12 de dezembro de 1864. Durante este período, longo para os padrões ditados pela instabilidade crónica da época, foi tendo sucessivas desinteligências com o duque de Loulé, o que terá ditado a sua saída do ministério.
Como Ministro da Marinha e Ultramar foi autor de uma reformulação global do respetivo Ministério, reorganizou a Escola Naval e criou o Banco Nacional Ultramarino (lei de 7 de abril de 1864), com sede em Lisboa, mas com o encargo de gerir a política financeira e monetária das colónias.
Em Setembro de 1864 voltou a ser eleito por Mafra, tendo prestado juramento a 16 de janeiro de 1865. Integrou as comissões parlamentares de Marinha, Ultramar, Instrução Pública e Resposta ao Discurso da Coroa. Nesta legislatura, que se prolongou até 15 de junho de 1865, teve um papel importante na discussão das matérias referentes às colónias.
Nas eleições gerais realizadas a 8 de julho de1865, para a 15.ª legislatura (1865-1868) concorreu pelo círculo eleitoral de Ponta Delgada, sendo eleito. Prestou juramento a 26 de agosto de 1865, tendo reingressado nas mesmas comissões parlamentares.
Neste mandato, embora sem abandonar a atividade parlamentar, retomou os seus trabalhos literários e históricos, ao mesmo tempo que assumia os cargos de 14.º e último Grão-Mestre da Confederação Maçónica Portuguesa (1866-1867) e de 1.º e único Grão-Mestre do Grande Oriente Português (1867-1869).
Nas eleições seguintes, realizadas a 22 de março de 1868 voltou a ser eleito por Ponta Delgada, tendo prestado juramento a 8 de junho daquele ano. Nesta legislatura resolveu apoiar, embora com algumas reservas, o ministério resultante da aliança entre Bernardo de Sá Nogueira de Figueiredo e António Alves Martins, o bispo de Viseu, dando-se por satisfeito se este cumprisse 25% das suas promessas. Ora isso parece não ter acontecido, já que no final do Verão desse ano já criticava asperamente o governo.
Na sessão parlamentar de 4 de janeiro de 1869 foi eleito presidente da Câmara dos Deputados, numa votação em que não tinha o apoio governamental. Nessas circunstâncias, quando a 14 de janeiro imediatos foi proposta uma moção de censura à atitude do parlamento que durante meses se recusara a ouvir os ministros que se haviam demitido do governo da Fusão, Mendes Leal resolveu demitir-se, sendo no ato acompanhado por toda a mesa do parlamento. Apesar das movimentações para que não concretizasse o abandono do lugar, Mendes Leal persistiu e em resultado o parlamento foi dissolvido a 23 de janeiro, num episódio que ficou conhecido pela emboscada da Presidência.
Para a legislatura seguinte, em eleições gerais que se realizaram a 11 de abril de 1869, foi novamente eleito pelo círculo de Ponta Delgada, tendo prestado juramento a 7 de junho daquele ano. Contudo, suspendeu o mandato a 11 de agosto daquele mesmo ano ao ser chamado pelo duque de Loulé para integrar o ministério como Ministro dos Negócios Estrangeiros. A sua entrada para o governo, onde permaneceria até 20 de maio de 1870, deve-se à tentativa de reconciliação entre as fações do Partido Histórico, que exigiu a entrada da ala esquerda, onde se incluía Mendes Leal, no governo. Foi durante este mandato, que a 14 de maio de 1870 lhe coube apresentar no parlamento a sentença arbitral de Bolama, proferida pelo presidente norte-americano Ulysses S. Grant, que dava razão a Portugal no conflito luso-britânico sobre a posse da ilha de Bolama, na então Guiné Portuguesa.
Durante o seu mandato como Ministro dos Negócios Estrangeiros teve de enfrentar a dura oposição do marechal Saldanha, então embaixador em Madrid. Não foi por acaso que governo caiu em consequência de um pronunciamento militar comandado pelo velho marechal. A partir daí, Mendes Leal iniciou o seu afastamento da política ativa, procurando uma carreira alternativa na diplomacia.
Mesmo assim, foi eleito, novamente por Ponta Delgada, nas eleições gerais realizadas a 18 de setembro de 1870, tendo prestado juramento a 14 de novembro de 1870. Logo no início deste mandato insurgiu-se violentamente contra o bill de idemnidade que o parlamento pretendia conceder à ditadura saldanhista desse Verão, a que se seguiu a apresentação de uma proposta de lei para que os deputados renunciassem aos seus vencimentos face à crise em que Portugal vivia.
Mendes Leal seria eleito pela última vez, ainda pelo círculo eleitoral de Ponta Delgada, nas eleições gerais que se realizaram a 9 de junho de 1871 (20.ª legislatura), tendo o mandato sido verificado pela respetiva comissão. Contudo, não chegou a prestar juramento por entretanto ter enveredado pela carreira diplomática. O seu lugar de deputado foi declarado vago a 23 de fevereiro de 1872. Terminava assim a sua carreira política.
Ainda assim, por Carta Régia de 28 de dezembro de 1871, foi elevado a Par do Reino, tendo tomado posse na Câmara Alta a 15 de março de 1872. Apesar disso, nunca tomou lugar nos trabalhos daquela Câmara.

### A carreira diplomática
A 24 de outubro de 1871 foi nomeado ministro plenipotenciário de Portugal em Madrid, cargo que manteve até 1874, ano em que, a 13 de abril, foi transferido para a embaixada de Portugal em Paris.
Em Paris foi comissário de Portugal na organização da Exposição Universal de 1878 e coube-lhe negociar a Convenção Telegráfica entre Portugal, a Espanha e a França, assinada naquela cidade no ano de 1880.
Por Carta Régia de 6 de maio de 1881, do rei D. Luís I de Portugal, foi chamado a substituir António José de Ávila como membro efetivo do Conselho de Estado.
A 27 de julho de 1883 voltou ao cargo de embaixador em Madrid, que exerceria até princípios de 1886, altura em que foi obrigado a renunciar por razões de saúde, terminado, poucos meses antes da sua morte, uma brilhante carreira na diplomacia portuguesa.

### Os anos finais
Mendes Leal aproveitou uma deslocação a Lisboa para tomar posse na Câmara dos Pares, o que ocorreu a 15 de março de 1872. Apesar disso, nunca participou nos respetivos trabalhos.
Permaneceu arredado da vida política ativa até ao fim da sua vida. Adoentado, no princípio de 1886 pediu a exoneração do lugar de embaixador de Portugal em Madrid e regressou a Portugal. Faleceu em Sintra, no Palácio da Penha Verde, a 22 de agosto de 1886.
Reconhecido como um dos literatos mais eruditos do seu tempo, fluente em várias línguas e autor de uma volumosa e diversificada obra publicada, para além dos diversos cargos e honras que detinha na Maçonaria, foi presidente da Associação Literária Internacional, da Associação dos Jornalistas e Escritores Portugueses, sócio da Academia Real das Ciências de Lisboa, da Sociedade de Geografia de Lisboa e sócio-correspondente das Sociedades de Geografia de Londres e Paris. Foi também sócio de numerosas agremiações literárias e culturais portuguesas e brasileiras. Assim como, em 28 de julho de 1861, foi um dos sócios fundadores da Comissão Central 1.º de Dezembro de 1640.
Detinha a grã-cruz da Ordem da Torre e Espada e a medalha de Mérito Científico, Literário e Artístico concedida pelo rei D. Pedro V de Portugal. Era membro da Legião de Honra da França.

## Obras publicadas
Entre outras, é autor das seguintes obras: 
- Os Dois Renegados (teatro, 1839),
- O Homem da Máscara Negra (teatro, 1840)
- O Pajem de Aljubarrota (teatro, 1846)
- Pedro (teatro, 1849)
- História da Guerra do Oriente (história, 1853)
- Os Homens de Mármore (teatro, 1854)
- Elogio Histórico do Visconde D'Almeida Garrett (1856)
- Pobreza Envergonhada (teatro, 1857)
- Cânticos (poesia, 1858)
- Poesias (1859)
- Egas Moniz (teatro, 1861)
- Infaustas aventuras de Mestre Marçal Estouro: Victima d'uma paixão (1863)
- Os Primeiros Amores de Bocage (teatro, 1865) (eBook)
- Napoleão no Kremlin (1865)
- Flores e Fructos: Comédia em Quatro Atos (1866)
- Memórias Políticas e Literárias (1886)
- Os Bandeirantes

Mendes Leal foi fortemente influenciado por Alphonse de Lamartine, Pierre Jean de Béranger e Victor Hugo, autores cujas obras traduziu.